# Eupomatiaceae

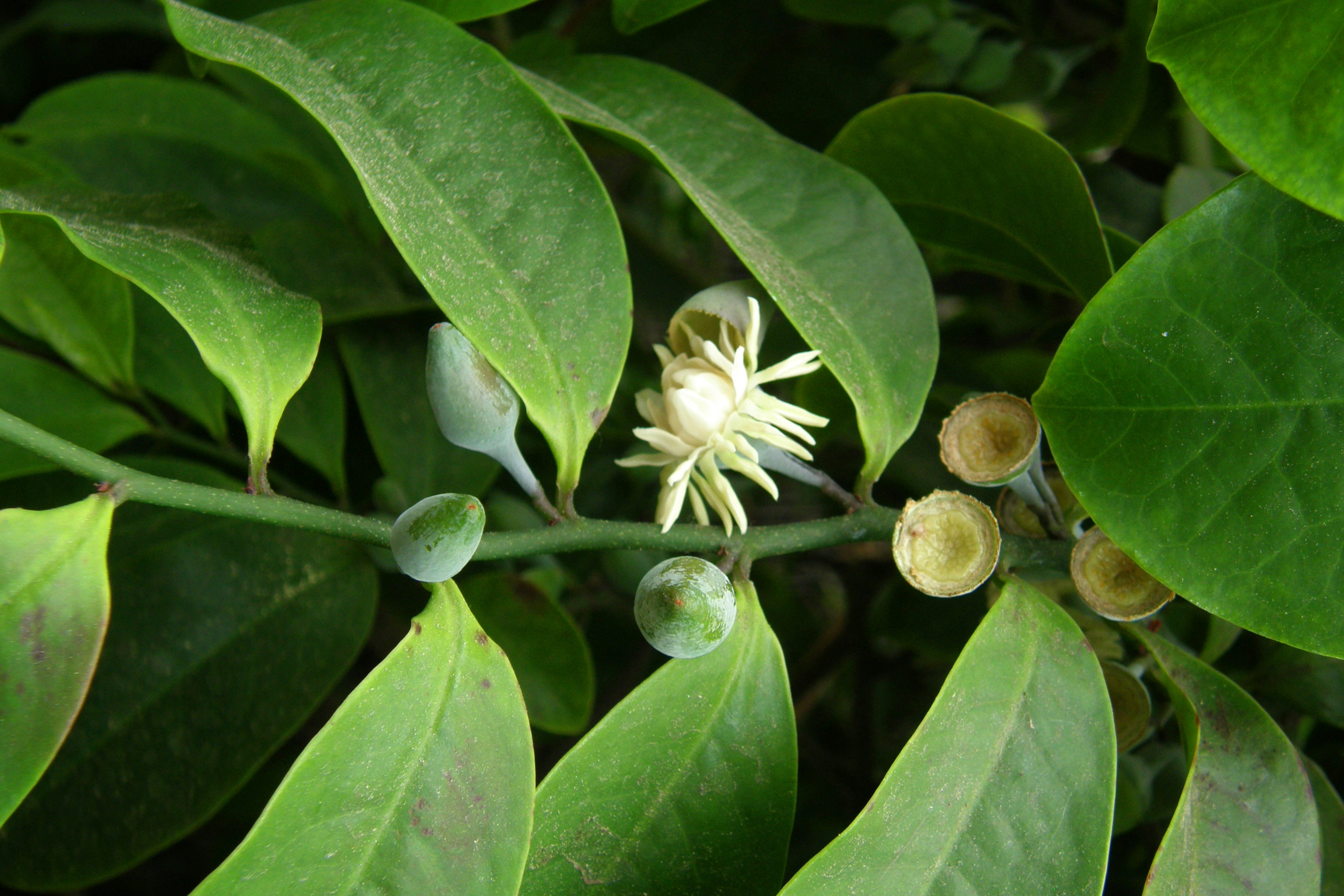
Eupomatia laurina em flor.

Eupomatiaceae Endl., 1841 é uma família de plantas com flor, da divisão Magnoliophyta), pertencente à ordem Magnoliales. A família é um táxon monotípico contendo apenas o género Eupomatia com três espécies, com distribuição natural na Nova Guiné e leste da Austrália. A espécie tipo é Eupomatia laurina (Robert Brown, 1814).

## Descrição
Os membros da família Eupomatiaceae são arbustos ou subarbustos rizomatosos com tubérculos radiculares amiláceos brandos. Um indumento pode estar ausente ou presente nos ramos juvenis.
As folhas são dísticas e aromáticas, simples, inteiras, pinatinérveas, braquidódromas, pecioladas, sem estípulas, com idioblastos secretores. Os estomas são paracíticos ou actinocíticos, presentes apenas no dorso foliar.
Os caules apresentam nós (5-)7(-11)-lacunares, raios uni- ou multicelulares, medula nãoo septada.
São plantas hermafroditas, com flores perfeitas, de coloração cremosa ou vermelha e amarela, com 30-40 mm de diâmetro, actinomorfas, com arranjo espiralado, epíginas, solitárias, axilares ou terminais, por vezes em fascículos de 2-3 flores, com 1-2 brácteas soldadas formando uma caliptra. O receptáculo é urceolado (em forma de onda). Sépalas e pétalas ausentes. Cada flor com 20-100 estames tetrasporangiados, petaloides, filamentos curtos, largos, com anteras basifixas e introrsas, longitudinalmente deiscentes, com conectivo prolongado; estaminódios intra-estaminais 40-80, petaloides, com glândulas no limbo e nas margens. Os estames e estaminódios soldados basalmente, formando um sinândrio caduco. Os carpelos 13-70, sincárpicos, soldados em mais da metade do seu comprimento, formando uma estrutura aplanada apicalmente, estilos ausentes, estigmas planos, papilosos; óvulos 2-11 por carpelo, anátropos, apótropos, bitégmicos, crasinucelados. A placentação é sublaminar, em duas séries ao longo do lado ventral do carpelo.
O fruto é composto, em forma de baga carnosa. As sementess apresentam endosperma carnoso a oleoso, ruminado, embrião recto, pequeno, com dois cotilédones. O pólen é subgloboso, zoni-sulcado, com exina atectada, psilada.
O número cromossómico é n = 10, 2n = 20.
Não existe acordo quanto a considerar a caliptra como de origem no caule ou ter carácter bracteal. Contudo, no desenvolvimento da caliptra não aparecem periantos, de modo que as espécies que integram esta família podem ser consideradas plantas com flores mas sem pétalas. Ao aparecerem os primeiros órgãos florais da caliptra, surgem estames e estaminódios (um tipo de estame rudimentar, estéril, que não produz pólen), os quais apresentam uma filotaxia regular, seguindo o padrão de uma sucessão de Fibonacci, unidos em sequências de 13 e 21 (E. bennettii) ou apenas de 13 (E. laurina). Do mesmo modo, os carpelos, ocorrem em aranjos espirais de 8 e 13 (E. bennettii) e de 5 e 8 (E. laurina).

## Ecologia
As flores são protóginas e autocompatíveis, com redução do autocruzamento mediante hercogamia, sincronização diurna da ântese e tendência da mesma planta em não florescer em dois dias seguidos.
A ântese dura um ou dois dias, e no ponto álgido a flor comporta-se funcionalmente como feminina, mostrando o gineceu, com os estaminódios abertos, enquanto os estames permanecem reflexos por debaixo da flor. Na fase seguinte comporta-se como masculina, e os estaminódios intra-estaminais dobram-se para dentro, ocultando o gineceu enquanto os estames assumem posição erecta.
Os estaminódios segregam um exsudado oleoso e emitem odor a fruta, o que atrai escaravelhos, sobretudo do género Elleschodes (Curculionidae), que visitam as flores em ambas as fases e os sinândrios caídos ao solo (polinização cantaridófila).
A dispersão dos frutos (adocicados e aromáticos) parece ser efectuada por aves e mamíferos (zoocoria). Os frutos são comestíveis pelos humanos.
Espécies típicas de habitats tropicais e das florestas das regiões quentes e pluviosas, ocorrendo desde o nível do mar até aos 1300 m de altitude.

## Fitoquímica e usos
As plantas da família Eupomatiaceae  são ricas em lignanos e alcaloides (sampangina, eupolauridina, eupomatidina-1, liriodenina e lanuginosina) pouco usuais e com actividade antimicrobiana e antifúngica. Também estão presentes proantocianidinas, cianidina e flavonoides, em particular velutina. Os iridoides, flavonois e ácido elágico estão ausentes.A cianogénese está ausente.
A vistosa madeira de E. laurina é muito apreciada, assim como os seus frutos, que se usam para confeccionar bebidas, marmelada e pastelaria tradicional australiana.

## Taxonomia
As espécies que integram as Eupomatiaceae foram sempre correctamente associadas, desde a sua descrição, com Annonaceae, com as quais partilham semelhanças morfológicas, e com elas foram incluídas na ordem Magnoliales. O APW (Angiosperm Phylogeny Website) considera que as Eupomatiaceae são o grupo irmão da família Annonaceae no clade terminal da evolução da ordem.
A monofilia e posição sistemática inter-familiar das Eupomatiaceae está bem suportada por uma combinação de evidências de natureza morfológica e molecular.  A partir do sistema APG II as Annonaceae foram colocadas entre as Magnoliid como parentes próximos das Eupomatiaceae.  No sistema de classificação APG IV, do APG (Angiosperm Phylogeny Group), o grupo é considerado uma família avançada da ordem Magnoliales e grupo irmão da família Annonaceae. O seguinte cladograma mostra a posição da família Eupomatiaceae entre as Magnoliidae:
|  | Canellales |
|  |            |
|  | Piperales  |
|  |            |

|  | Degeneriaceae   |
|  |                 |
|  | Himantandraceae |
|  |                 |

|  | Eupomatiaceae |
|  |               |
|  | Annonaceae    |
|  |               |

|  | Degeneriaceae   |
|  |                 |
|  | Himantandraceae |
|  |                 |

|  | Eupomatiaceae |
|  |               |
|  | Annonaceae    |
|  |               |

|  | Degeneriaceae   |
|  |                 |
|  | Himantandraceae |
|  |                 |

|  | Eupomatiaceae |
|  |               |
|  | Annonaceae    |
|  |               |

|  | Degeneriaceae   |
|  |                 |
|  | Himantandraceae |
|  |                 |

|  | Eupomatiaceae |
|  |               |
|  | Annonaceae    |
|  |               |

|  | Degeneriaceae   |
|  |                 |
|  | Himantandraceae |
|  |                 |

|  | Eupomatiaceae |
|  |               |
|  | Annonaceae    |
|  |               |

|  | Degeneriaceae   |
|  |                 |
|  | Himantandraceae |
|  |                 |

|  | Eupomatiaceae |
|  |               |
|  | Annonaceae    |
|  |               |

|  | Degeneriaceae   |
|  |                 |
|  | Himantandraceae |
|  |                 |

|  | Eupomatiaceae |
|  |               |
|  | Annonaceae    |
|  |               |

|  | Degeneriaceae   |
|  |                 |
|  | Himantandraceae |
|  |                 |

|  | Eupomatiaceae |
|  |               |
|  | Annonaceae    |
|  |               |

|  | Degeneriaceae   |
|  |                 |
|  | Himantandraceae |
|  |                 |

|  | Eupomatiaceae |
|  |               |
|  | Annonaceae    |
|  |               |

|  | Degeneriaceae   |
|  |                 |
|  | Himantandraceae |
|  |                 |

|  | Eupomatiaceae |
|  |               |
|  | Annonaceae    |
|  |               |

|  | Degeneriaceae   |
|  |                 |
|  | Himantandraceae |
|  |                 |

|  | Eupomatiaceae |
|  |               |
|  | Annonaceae    |
|  |               |

|  | Degeneriaceae   |
|  |                 |
|  | Himantandraceae |
|  |                 |

|  | Eupomatiaceae |
|  |               |
|  | Annonaceae    |
|  |               |

|  | Degeneriaceae   |
|  |                 |
|  | Himantandraceae |
|  |                 |

|  | Eupomatiaceae |
|  |               |
|  | Annonaceae    |
|  |               |

|  | Degeneriaceae   |
|  |                 |
|  | Himantandraceae |
|  |                 |

|  | Eupomatiaceae |
|  |               |
|  | Annonaceae    |
|  |               |

|  | Degeneriaceae   |
|  |                 |
|  | Himantandraceae |
|  |                 |

|  | Eupomatiaceae |
|  |               |
|  | Annonaceae    |
|  |               |

|  | Degeneriaceae   |
|  |                 |
|  | Himantandraceae |
|  |                 |

|  | Eupomatiaceae |
|  |               |
|  | Annonaceae    |
|  |               |

|  | Canellales |
|  |            |
|  | Piperales  |
|  |            |

|  | Degeneriaceae   |
|  |                 |
|  | Himantandraceae |
|  |                 |

|  | Eupomatiaceae |
|  |               |
|  | Annonaceae    |
|  |               |

|  | Degeneriaceae   |
|  |                 |
|  | Himantandraceae |
|  |                 |

|  | Eupomatiaceae |
|  |               |
|  | Annonaceae    |
|  |               |

|  | Degeneriaceae   |
|  |                 |
|  | Himantandraceae |
|  |                 |

|  | Eupomatiaceae |
|  |               |
|  | Annonaceae    |
|  |               |

|  | Degeneriaceae   |
|  |                 |
|  | Himantandraceae |
|  |                 |

|  | Eupomatiaceae |
|  |               |
|  | Annonaceae    |
|  |               |

|  | Degeneriaceae   |
|  |                 |
|  | Himantandraceae |
|  |                 |

|  | Eupomatiaceae |
|  |               |
|  | Annonaceae    |
|  |               |

|  | Degeneriaceae   |
|  |                 |
|  | Himantandraceae |
|  |                 |

|  | Eupomatiaceae |
|  |               |
|  | Annonaceae    |
|  |               |

|  | Degeneriaceae   |
|  |                 |
|  | Himantandraceae |
|  |                 |

|  | Eupomatiaceae |
|  |               |
|  | Annonaceae    |
|  |               |

|  | Degeneriaceae   |
|  |                 |
|  | Himantandraceae |
|  |                 |

|  | Eupomatiaceae |
|  |               |
|  | Annonaceae    |
|  |               |

|  | Degeneriaceae   |
|  |                 |
|  | Himantandraceae |
|  |                 |

|  | Eupomatiaceae |
|  |               |
|  | Annonaceae    |
|  |               |

|  | Degeneriaceae   |
|  |                 |
|  | Himantandraceae |
|  |                 |

|  | Eupomatiaceae |
|  |               |
|  | Annonaceae    |
|  |               |

|  | Degeneriaceae   |
|  |                 |
|  | Himantandraceae |
|  |                 |

|  | Eupomatiaceae |
|  |               |
|  | Annonaceae    |
|  |               |

|  | Degeneriaceae   |
|  |                 |
|  | Himantandraceae |
|  |                 |

|  | Eupomatiaceae |
|  |               |
|  | Annonaceae    |
|  |               |

|  | Degeneriaceae   |
|  |                 |
|  | Himantandraceae |
|  |                 |

|  | Eupomatiaceae |
|  |               |
|  | Annonaceae    |
|  |               |

|  | Degeneriaceae   |
|  |                 |
|  | Himantandraceae |
|  |                 |

|  | Eupomatiaceae |
|  |               |
|  | Annonaceae    |
|  |               |

|  | Degeneriaceae   |
|  |                 |
|  | Himantandraceae |
|  |                 |

|  | Eupomatiaceae |
|  |               |
|  | Annonaceae    |
|  |               |

|  | Degeneriaceae   |
|  |                 |
|  | Himantandraceae |
|  |                 |

|  | Eupomatiaceae |
|  |               |
|  | Annonaceae    |
|  |               |

|  | Canellales |
|  |            |
|  | Piperales  |
|  |            |

|  | Degeneriaceae   |
|  |                 |
|  | Himantandraceae |
|  |                 |

|  | Eupomatiaceae |
|  |               |
|  | Annonaceae    |
|  |               |

|  | Degeneriaceae   |
|  |                 |
|  | Himantandraceae |
|  |                 |

|  | Eupomatiaceae |
|  |               |
|  | Annonaceae    |
|  |               |

|  | Degeneriaceae   |
|  |                 |
|  | Himantandraceae |
|  |                 |

|  | Eupomatiaceae |
|  |               |
|  | Annonaceae    |
|  |               |

|  | Degeneriaceae   |
|  |                 |
|  | Himantandraceae |
|  |                 |

|  | Eupomatiaceae |
|  |               |
|  | Annonaceae    |
|  |               |

|  | Degeneriaceae   |
|  |                 |
|  | Himantandraceae |
|  |                 |

|  | Eupomatiaceae |
|  |               |
|  | Annonaceae    |
|  |               |

|  | Degeneriaceae   |
|  |                 |
|  | Himantandraceae |
|  |                 |

|  | Eupomatiaceae |
|  |               |
|  | Annonaceae    |
|  |               |

|  | Degeneriaceae   |
|  |                 |
|  | Himantandraceae |
|  |                 |

|  | Eupomatiaceae |
|  |               |
|  | Annonaceae    |
|  |               |

|  | Degeneriaceae   |
|  |                 |
|  | Himantandraceae |
|  |                 |

|  | Eupomatiaceae |
|  |               |
|  | Annonaceae    |
|  |               |

|  | Degeneriaceae   |
|  |                 |
|  | Himantandraceae |
|  |                 |

|  | Eupomatiaceae |
|  |               |
|  | Annonaceae    |
|  |               |

|  | Degeneriaceae   |
|  |                 |
|  | Himantandraceae |
|  |                 |

|  | Eupomatiaceae |
|  |               |
|  | Annonaceae    |
|  |               |

|  | Degeneriaceae   |
|  |                 |
|  | Himantandraceae |
|  |                 |

|  | Eupomatiaceae |
|  |               |
|  | Annonaceae    |
|  |               |

|  | Degeneriaceae   |
|  |                 |
|  | Himantandraceae |
|  |                 |

|  | Eupomatiaceae |
|  |               |
|  | Annonaceae    |
|  |               |

|  | Degeneriaceae   |
|  |                 |
|  | Himantandraceae |
|  |                 |

|  | Eupomatiaceae |
|  |               |
|  | Annonaceae    |
|  |               |

|  | Degeneriaceae   |
|  |                 |
|  | Himantandraceae |
|  |                 |

|  | Eupomatiaceae |
|  |               |
|  | Annonaceae    |
|  |               |

|  | Degeneriaceae   |
|  |                 |
|  | Himantandraceae |
|  |                 |

|  | Eupomatiaceae |
|  |               |
|  | Annonaceae    |
|  |               |

|  | Degeneriaceae   |
|  |                 |
|  | Himantandraceae |
|  |                 |

|  | Eupomatiaceae |
|  |               |
|  | Annonaceae    |
|  |               |

|  | Canellales |
|  |            |
|  | Piperales  |
|  |            |

|  | Degeneriaceae   |
|  |                 |
|  | Himantandraceae |
|  |                 |

|  | Eupomatiaceae |
|  |               |
|  | Annonaceae    |
|  |               |

|  | Degeneriaceae   |
|  |                 |
|  | Himantandraceae |
|  |                 |

|  | Eupomatiaceae |
|  |               |
|  | Annonaceae    |
|  |               |

|  | Degeneriaceae   |
|  |                 |
|  | Himantandraceae |
|  |                 |

|  | Eupomatiaceae |
|  |               |
|  | Annonaceae    |
|  |               |

|  | Degeneriaceae   |
|  |                 |
|  | Himantandraceae |
|  |                 |

|  | Eupomatiaceae |
|  |               |
|  | Annonaceae    |
|  |               |

|  | Degeneriaceae   |
|  |                 |
|  | Himantandraceae |
|  |                 |

|  | Eupomatiaceae |
|  |               |
|  | Annonaceae    |
|  |               |

|  | Degeneriaceae   |
|  |                 |
|  | Himantandraceae |
|  |                 |

|  | Eupomatiaceae |
|  |               |
|  | Annonaceae    |
|  |               |

|  | Degeneriaceae   |
|  |                 |
|  | Himantandraceae |
|  |                 |

|  | Eupomatiaceae |
|  |               |
|  | Annonaceae    |
|  |               |

|  | Degeneriaceae   |
|  |                 |
|  | Himantandraceae |
|  |                 |

|  | Eupomatiaceae |
|  |               |
|  | Annonaceae    |
|  |               |

|  | Degeneriaceae   |
|  |                 |
|  | Himantandraceae |
|  |                 |

|  | Eupomatiaceae |
|  |               |
|  | Annonaceae    |
|  |               |

|  | Degeneriaceae   |
|  |                 |
|  | Himantandraceae |
|  |                 |

|  | Eupomatiaceae |
|  |               |
|  | Annonaceae    |
|  |               |

|  | Degeneriaceae   |
|  |                 |
|  | Himantandraceae |
|  |                 |

|  | Eupomatiaceae |
|  |               |
|  | Annonaceae    |
|  |               |

|  | Degeneriaceae   |
|  |                 |
|  | Himantandraceae |
|  |                 |

|  | Eupomatiaceae |
|  |               |
|  | Annonaceae    |
|  |               |

|  | Degeneriaceae   |
|  |                 |
|  | Himantandraceae |
|  |                 |

|  | Eupomatiaceae |
|  |               |
|  | Annonaceae    |
|  |               |

|  | Degeneriaceae   |
|  |                 |
|  | Himantandraceae |
|  |                 |

|  | Eupomatiaceae |
|  |               |
|  | Annonaceae    |
|  |               |

|  | Degeneriaceae   |
|  |                 |
|  | Himantandraceae |
|  |                 |

|  | Eupomatiaceae |
|  |               |
|  | Annonaceae    |
|  |               |

|  | Degeneriaceae   |
|  |                 |
|  | Himantandraceae |
|  |                 |

|  | Eupomatiaceae |
|  |               |
|  | Annonaceae    |
|  |               |

A família inclui apenas o género Eupomatia com as seguintes espécies:
- Eupomatia barbata Jessup, 2002[10] — nativa da Austrália oriental;
- Eupomatia bennettii F. Muell., 1858 — nativa da Austrália oriental, conhecida pelo nome comum de bolwarra menor, é um arbusto de até 1,4 m de altura, apenas ramificado, com folhas oblanceoladas a oblongas, 80-200 × 25-50 mm, pecíolo decorrente no caule, limbo gradualmente afilado na base; flores de cerca de 25 mm de diâmetro, pedicelos de 5 mm; estames 8-12 mm, amarelos, os internos tintos de vermelho; estaminódios vermelho-escuro; baga obcónica, 20-30 mm de diâmetro, verde, amarela quando madura; 2n = 20;
- Eupomatia laurina R. Br., 1814 — nativa da Nova Guiné e Austrália oriental, é conhecida pelo nome comum de bolwarra, e é uma pequena árvore, de até 6 m de altura, muito ramificada; as folhas são brilhantes, oblongo-elípticas, de 70-120 × 20-50 mm, pecíolo não decorrente, de cerca de 3 mm de comprido; flores com cerca de 20 mm de diâmetro; estames brancos a cremes, estaminódios esbranquiçados; fruto verde-amarelado, de 15-20 mm de diâmetro, acinzentado quando maduro. Polinizada exclusivamente pelo gorgulho Elleschodes hamiltonii. 2n = 20.